# سياسة الإعاقة في السويد
من بين 10.23 مليون شخص يعيشون في السويد، من المقدر أن حوالي 20% منهم يعيشون مع إعاقة. منذ أواخر القرن العشرين، تركزت السياسة السويدية تجاه الأشخاص ذوي الإعاقة حول فكرة تكافؤ الفرص والمساواة في الحقوق للجميع. تلعب الحكومات الوطنية والإقليمية والمحلية دورًا في إنشاء مجتمع متساوٍ، مما يمنح الأشخاص ذوي الإعاقة فرصة الاستقرار الاقتصادي والاجتماعي.
يوجد في السويد حاليًا برنامج معاشات الإعاقة ذو مستويين. المستوى الأول هو برنامج معاشات الإعاقة الشامل الذي يسمح لأي شخص يتراوح عمره بين 16 و64 عامًا بتلقي أجر الإعاقة إذا كان غير قادر على القيام بربع ما كان بإمكانه القيام به في البداية. يتضمن المستوى الثاني إعانة العجز المرتبطة بالدخل والتي تعتمد على المساهمات التي قدمها العمال ومستوى الإعاقة.

## خلفية
في القرن التاسع عشر وأوائل القرن العشرين، لم يكن لدى السويد سوى القليل من التشريعات لحماية الأشخاص ذوي الإعاقة، وكانت تعاملهم علانية كمواطنين من الدرجة الثانية لا يستحقون الحصول على فرص متساوية. كانوا يقومون بسجن الأشخاص الذين يُعتقد أنهم يعانون من إعاقة، بما في ذلك الأطفال الذين لا تتجاوز أعمارهم سبع سنوات، للتأكد من أنهم لن يتكاثروا أو يلوثوا المجتمع. وكان هذا هو الحل الأولي الذي اتخذته السويد للتعامل مع الأشخاص ذوي الإعاقة.
وفي منتصف القرن العشرين، بدأ هذا يتغير تدريجياً عندما بدأت السويد في إقرار التشريعات التي تدعم الأشخاص ذوي الإعاقة الذين يعيشون خارج المؤسسات، وبدأت في التفكير في فكرة برامج أخرى من شأنها مساعدة الأشخاص ذوي الإعاقة. وفي السنوات الأخيرة، قطعت خطوات كبيرة نحو ضمان المساواة في الحقوق والفرص للأشخاص ذوي الإعاقة من خلال تنفيذ البرامج والتشريعات الحكومية، فيما يتعلق بالتعليم والتوظيف والإسكان والنقل.

## البرامج والتشريعات الحكومية
منذ ثمانينيات القرن العشرين، أدت الإضافات الجذرية إلى البرامج والتشريعات الحكومية إلى سد فجوة عدم المساواة بين الأشخاص ذوي الإعاقة وأولئك الذين هم أعضاء كاملون في المجتمع، مما يمنح الأشخاص ذوي الإعاقة الفرصة للحصول على وظائف، وتلقي التعليم، والعيش في مساكنهم الخاصة مع المساعدة إذا لزم الأمر. لكي يكون الشخص مؤهلاً للحصول على أي نوع من أجور الإعاقة، يجب أن يكون قادرًا على القيام بما يقل بنسبة 25% عما كان قادرًا على القيام به في البداية. للتأهل للحصول على أجر العجز الكامل، يجب أن يكون الشخص قادرًا على القيام بما يقل بنسبة 84% عما كان قادرًا على القيام به في البداية.

## قانون الخدمات الاجتماعية
يغطي قانون الخدمات الاجتماعية الذي تم تنفيذه في عام 1982 والذي تم تعديله عدة مرات منذ ذلك الحين مجموعة واسعة من الأشخاص بالإضافة إلى الأشخاص ذوي الإعاقات الوظيفية، بما في ذلك كبار السن والأطفال وضحايا الجريمة والأشخاص الذين يعانون من إدمان الكحول أو المخدرات. وينص على أن الأشخاص الذين تقل أعمارهم عن 65 عامًا والذين يعانون من إعاقة وظيفية قادرون على طلب خدمات مثل مرافق للمساعدة في المهمات، وخيارات الإسكان الخاصة التي تسمح لهم بالرعاية على مدار 24 ساعة في اليوم، وخدمات المساعدة المنزلية إذا كانوا بحاجة إلى مساعدة في الرعاية الشخصية.

## إعانة المرض النقدية
إذا كان العامل مريضًا وغير قادر على العمل، فسوف يتلقى أجره كاملاً لمدة تصل إلى 90 يومًا.

## قانون التعليم
ويضمن قانون التعليم أنه ابتداءً من سن السادسة، سيكون لدى جميع الأطفال فرص متساوية في الحصول على التعليم. كما أنها تضمن حصول الأطفال الذين قد يحتاجون إلى مساعدة إضافية في المدرسة، أي الأطفال ذوي الإعاقة على هذه المساعدة.

## منح الإسكان
وهذا يسمح للأشخاص بطلب المنح من أجل تعديل مساحة معيشتهم لجعلها أكثر سهولة في الوصول إليها مع إعاقتهم.

## إعادة التأهيل المهني
يتم تقديم إعادة التأهيل المهني تلقائيًا لكل شخص من ذوي الإعاقة، ولكن من أجل الحصول على إحالة إلى منشأة إعادة تأهيل، يجب أن يكون لديك اعتقاد بأنك ستكون قادرًا على القيام بنصف ما كان بإمكانك القيام به قبل الإعاقة على الأقل.

## دعم السيارات
يمكن للأشخاص غير القادرين على ركوب وسائل النقل العام أو الذين يواجهون صعوبة في ذلك أن يطلبوا إعانات تساعدهم في شراء سيارة حتى يتمكنوا من التنقل بسهولة.

## توظيف
تم إجراء قدر كبير من الأبحاث حول توظيف الأشخاص ذوي الإعاقة في السويد، وقد وجد أنه على الرغم من عدم وجود تحيز مباشر لدى أصحاب العمل ضد الأشخاص ذوي الإعاقة، إلا أنهم أكثر ترددًا في توظيفهم بسبب المشاكل المستقبلية التي يتوقعونها. وعلى الرغم من التحسن الذي حدث، فقد وجدت الأبحاث أن عدد البالغين ذوي الإعاقات العقلية منخفض للغاية في القوى العاملة النظامية. غالبًا ما يشعر الأشخاص الذين يعملون ويعانون من الإعاقة بأنهم مستبعدون من النزهات الاجتماعية ويتم إعطاؤهم عملاً لا يتناسب مع مستوى مهاراتهم، مما يسبب عدم الرضا، ويزيد من فرصة تقاعدهم المبكر.

## التوظيف المحمي
أحد الحلول لزيادة عدد الأشخاص ذوي الإعاقة في القوى العاملة هو توفير فرص عمل محمية. في السويد، هناك مؤسسة واحدة فقط تقوم بهذا، تسمى Samhall، والتي تم تأسيسها كشركة ذات مسؤولية محدودة في عام 1992 وتتلقى تمويلاً حكومياً وإعانات لتدريب عمالها. على عكس معظم البلدان الأخرى، لا توجد في السويد أي تشريعات أو سياسات تهدف إلى تطبيق سياسات التوظيف المحمية. في السويد، يبلغ متوسط عمر العامل من ذوي الإعاقة في العمل المحمي 46 عامًا، ومتوسط الوقت الذي يعمل فيه الشخص من ذوي الإعاقة هناك حوالي 8 سنوات.
على عكس العديد من البلدان الأخرى، تسمح السويد لهؤلاء العمال ذوي الإعاقة بتوقيع عقد مماثل لما يوقعه العامل العادي. هناك عامل فريد آخر في السويد وهو أن ما يقرب من 100% من العمال ذوي الإعاقة الذين يعملون في وظائف محمية هم أعضاء في نقابة، مما يضمن لهم المفاوضة الجماعية. الهدف الرئيسي من التوظيف المحمي هو توفير الفرصة للأشخاص ذوي الإعاقة للعمل بنفس الحقوق التي قد يتمتعون بها إذا لم يكن لديهم إعاقة. ويمكنه أيضًا مساعدة الأشخاص على العودة إلى القوى العاملة العادية، على الرغم من أن هذا نادر الحدوث اعتمادًا على إعاقتهم.